# Никудин
Никудин (болг. Никудин) — село в Благоевградской области Болгарии. Входит в состав общины Струмяни. Находится примерно в 15 км к юго-западу от центра села Струмяни и примерно в 51 км к югу от центра города Благоевград. По данным переписи населения 2011 года, в селе  проживало 106 человек, преобладающая национальность — болгары. Село расположено в горном массиве Малешевска-Планина.

## Население
| Год     | 1934 | 1946 | 1956 | 1965 | 1975 | 1985 | 1992 | 2001 | 2011 |
| ------- | ---- | ---- | ---- | ---- | ---- | ---- | ---- | ---- | ---- |
| Жителей | 476  | 583  | 737  | 642  | 419  | 293  | 224  | 169  | 106  |

|  |